# Franz Stamprech
Franz Stamprech (* 30. Mai 1906 in Wien; † 5. Mai 1983 in Eisenstadt) war ein österreichischer Journalist und Schriftsteller.

## Leben
Stamprech wurde als Sohn eines Schlossers geboren. Er studierte zunächst Rechtswissenschaften an der Universität Wien und dann Germanistik, Geschichte und Zeitungswissenschaft. Seit 1929 war er Mitglied der katholischen Studentenverbindung KaV Danubia Wien im ÖCV. 1954 wurde er mit einer Arbeit über die „kleinen Blätter“ Wiens zum Dr. phil. promoviert.
Von 1929 bis zum Kriegsdienst 1940 war er Feuilletonist und Redakteur für Innenpolitik der katholischen Tageszeitung Das Kleine Volksblatt in Wien. Er geriet in US-amerikanische Kriegsgefangenschaft, in der er bis August 1945 verblieb. Von 1945 bis 1947 war er Chefredakteur des ÖVP-Pressedienstes und von 1947 bis 1955 stellvertretender Chefredakteur des Kleinen Volksblatts. Von 1955 bis 1972 war er Chefredakteur der Wiener Zeitung, deren Geschichte er in einem umfänglichen Werk aufarbeitete.
1955 war er Vorstandsmitglied der Österreichischen Journalisten- und Schriftstellervereinigung Concordia und Obmann der Vereinigung der Parlamentsredakteure Österreichs. Stamprech war verheiratet und Vater eines Kindes. Er trat auch als Dichter von Liedtexten hervor.

## Ehrungen
- 1958: Ritterkreuz des Gregoriusordens
- 1963: Titel Hofrat
- 1966: Ehrenmedaille der Bundeshauptstadt Wien in Silber
- 1967: Staatspreis für publizistische Leistungen im Interesse der Geistigen Landesverteidigung
- Großes Verdienstkreuz für Verdienste um die Bundesrepublik Deutschland
- Großes Ehrenzeichen für Verdienste um die Republik Österreich

## Werke (Auswahl)
- Mein Burgenland. Burgenländisches Heimatlied. Für Klavier oder Harmonika mit überlegter Singstimme. Text zur Musik von Fritz Spitzer. Phöbus-Verlag, Wien o. J.
- Zwei blaue Augen, ein Glasserl Wein. Wienerlied und langsamer Fox aus der Operette: „Schottenfelderkinder“. Text zur Musik von Fritz Spitzer. Stanberg Verlag, Wien 1943.
- Hans Kudlich. Roman um Österreichs Bauernbefreier. Österreichischer Agrarverlag, Wien 1947.
- Das Tierhotel. Ein Kinderausflug ins Fabelreich der Vierbeinigen und Geflügelten. Bundesverlag, Wien 1946.
- Frühlingsstimmen und andere Kleinigkeiten von der Erde. Steffel Verlag, Wien 1948.
- Leopold Kunschak. Porträt eines christlichen Arbeiterführers. Verlag der „Freiheit“, Wien o. J. (1953)
- Die „kleinen Blätter“ Wiens. Univ. Diss., Wien 1954.
- Ignaz Franz Castelli: Untermieter im Parnass, hg. von Franz Stamprech, Stiasny Verlag, Wien et al. 1958.
- Die älteste Tageszeitung der Welt. Werden und Entwicklung der „Wiener Zeitung“. Dokumentationen zur europäischen Geschichte, 2. Aufl., Verlag der Österreichischen Staatsdruckerei, Wien 1977.
- 175 Jahre Österreichische Staatsdruckerei. Entwicklung und Geschichte der Österreichischen Staatsdruckerei, Verlag der Österreichischen Staatsdruckerei, Wien 1979.